# Szák-Szend megállóhely
Szák-Szend megállóhely egy megszűnt Komárom-Esztergom vármegyei vasúti megállóhely, melyet a MÁV üzemeltetett Szákszend településen.
Az egykor két különálló faluból egyesített község mindkét részétől viszonylag messze – Szák központjától körülbelül 3, Szendétől nagyjából 5 kilométerre délre – helyezkedik el, külterületek között; közúti elérését a 8144-es útból kelet felé kiágazó 81 325-ös számú mellékút biztosítja.

## Vasútvonalak
A megállóhelyet az alábbi vasútvonalak érintették:
- Környe–Pápa-vasútvonal

## Kapcsolódó állomások
A megállóhelyhez az alábbi állomások vannak a legközelebb:
- Dad megállóhely (Környe vasútállomás, Környe–Pápa-vasútvonal)
- Császár megállóhely (Pápa vasútállomás, Környe–Pápa-vasútvonal)